# Pattinaggio di velocità ai VI Giochi olimpici invernali - 5000 m maschile
La competizione dei 5000 m maschili di pattinaggio di velocità dei VI Giochi olimpici invernali si è svolta il giorno 17 febbraio 1952  sulla pista del Bislett Stadion a Oslo. 

## Risultati
| Pos.    | Atleta                | Nazione       | Tempo  |
| ------- | --------------------- | ------------- | ------ |
| Oro     | Hjalmar Andersen      | Norvegia      | 8'10"6 |
| Argento | Kees Broekman         | Paesi Bassi   | 8'21"6 |
| Bronzo  | Sverre Haugli         | Norvegia      | 8'22"4 |
| 4       | Antonius Huiskes      | Paesi Bassi   | 8'28"5 |
| 5       | Willem van der Voort  | Paesi Bassi   | 8'30"6 |
| 6       | Carl-Erik Asplund     | Svezia        | 8'30"7 |
| 7       | Pentti Lammio         | Finlandia     | 8'31"9 |
| 8       | Arthur Mannsbarth     | Austria       | 8'36"3 |
| 9       | Wiggo Hanssen         | Norvegia      | 8'37"2 |
| 10      | Yoshiyasu Gomi        | Giappone      | 8'38"6 |
| 11      | Göthe Hedlund         | Svezia        | 8'39"2 |
| 12      | Matti Tuomi           | Finlandia     | 8'40"0 |
| 13      | Kauko Salomaa         | Finlandia     | 8'40"1 |
| 14      | Sigvard Ericsson      | Svezia        | 8'40"8 |
| 15      | Kazuhiko Sugawara     | Giappone      | 8'44"4 |
| 16      | Norman Holwell        | Gran Bretagna | 8'44"5 |
| 17      | John Hearn            | Gran Bretagna | 8'47"0 |
| 18      | John Wickström        | Svezia        | 8'47"2 |
| 19      | Egbert van't Oever    | Paesi Bassi   | 8'47"6 |
| 20      | Yngvar Karlsen        | Norvegia      | 8'48"2 |
| 21      | Ferenc Lőrincz        | Ungheria      | 8'51"2 |
| 22      | Kalevi Laitinen       | Finlandia     | 8'52"4 |
| 23      | Craig MacKay          | Canada        | 8'52"5 |
| 24      | Patrick McNamara      | Stati Uniti   | 8'53"4 |
| 25      | Ralf Olin             | Canada        | 8'54"2 |
| 26      | József Merényi        | Ungheria      | 8'56"6 |
| 27      | Theodor Meding        | Germania      | 8'57"4 |
| 28      | Colin Hickey          | Australia     | 8'57"6 |
| 29      | Kenneth Henry         | Stati Uniti   | 8'59"9 |
| 30      | Franz Offenberger     | Austria       | 9'03"0 |
| 31      | William Anthony Jones | Gran Bretagna | 9'03"7 |
| 32      | Konrad Pecher         | Austria       | 9'04"9 |
| 33      | Charles William Burke | Stati Uniti   | 9'06"4 |
| 34      | Alfred Broadhurst     | Stati Uniti   | 9'09"2 |
| 35      | Pierre Huylebroeck    | Belgio        | 9'34"4 |